# Нефедьев, Александр Николаевич
Алекса́ндр Никола́евич Нефе́дьев (12 октября 1887, Казань — 15 мая 1929, Ташкент) — российский, советский астроном, астрометр, профессор астрономии Пермского университета, создатель и первый директор Международной широтной станции в Китабе.
Зять ботаника А. Г. Генкеля.

## Биография
Родился в семье трудовой интеллигенции.
Окончил 3-ю Казанскую гимназию (1906) с серебряной медалью и физико-математический факультет Казанского университета (1910). Во время учебы в университете специально занимался под руководством проф. А. П. Котельникова изучением кривых 3-го порядка и теории комплексов 1- и 2-го порядков, а под руководством проф. Д. И. Дубяго — практической астрономией. Состоял вычислителем при Энгельгардтовской обсерватории (1908–1910).
Затем: преподаватель математики 3-й Казанской гимназии (1910–1912); слушатель педагогических курсов по математическому отделению при Управлении учебного округа; избран действительным членом физико-математического общества при Казанском университете (1912); преподаватель высшей математики и астрономии во 2-м реальном училище г. Казани.
С 1918 г. — геодезист картографического отделения Томского земотдела и старший вычислитель Института исследования Сибири (1919–1920).
В 1920 году был приглашен в Обскую гидрографическую партию Главного гидрографического управления на должность астронома для участия в полярных экспедициях этой партии.
В 1921–1923 гг. по совместительству — астроном Казанской астрономической обсерватории.
В 1922 году был назначен начальником астрономической части Управления по обеспечению безопасности кораблевождения в Карском море и устьях сибирских рек.
С осени 1923 года начал читать лекции в Пермском университете по астрономии описательной, сферической и теоретической, а также по высшей геодезии. К. Д. Покровский, первый ректор Пермского университета, рекомендовал А. Н. Нефедьева на должность профессора по кафедре астрономии в этом университете.
Был утвержден ГУСом в должности профессора астрономии Пермского университета в 1925 году. В 1927 году освобожден от работы в университете в связи с назначением его на пост директора организуемой Узбекской астрономической широтной станции имени Улугбека.
В 1927–1928 —  старший астроном и руководитель отдела службы времени Ташкентской астрономической обсерватории.
В 1927–1929 — директор Узбекской астрономической широтной станции имени Улугбека.
Умер 15 мая 1929 года в Ташкенте.

## Научная работа
В 1921 году был зачислен в штат энгельгартовской обсерватории Казанского университета. К этому времени он уже был известен своим участием в гидрографической экспедиции по исследованию Северного Ледовитого океана, где впервые производил радиотелеграфные определения долгот. По возвращении из экспедиции по радиотелеграфным сигналам времени Парижской обсерватории сделал девять независимых определений долготы Казанской АО.
В 1920–1923 годах совершил три полярных экспедиции, в которых применил для определения географических координат метод при помощи радиотелеграфных сигналов времени Burau International de l'heure. Теоретическую разработку метода производил в Казанской астрономической обсерватории.
По отзыву профессора П. И. Преображенского,

"работы А. И. Нефедьева имеют большое научное и практическое значение. Он является в настоящий момент одним из очень немногих в России специалистов по международной службе времени, причем выделяется широтой подхода к вопросу и громадными организационными способностями. ...Без сомнения, в недалеком будущем имя этого молодого ученого станет хорошо известным не только в России, но и за границей".

Работая в Пермском университете, А. Н. Нефедьев предложил программу создания астрономического центра на Урале, который мог бы стать и учебно-вспомогательным учреждением, и научным центром, а также исходным пунктом для всех астрономо-геодезических работ в области. Его работы были опубликованы в Перми, Казани, Омске.
За 1920–1925 годы принял участие в шести полярных экспедициях. Последние годы жизни отдал много сил делу организации международной широтной обсерватории им. Улуг Бека в Китабе..
По докладу профессора М. Ф. Субботина конференция по изучению производительных сил Средней Азии в 1926 году приняла решение о создании в обсерватории лаборатории времени. Её организацией занялся А. Н. Нефедьев. Для лаборатории было закуплено научное оборудование (основной инструмент, зенитный телескоп, с помощью которого должны были производиться непрерывные наблюдения широты, был заказан германской фирме Askania-Werke, а точные часы — Рифлеру в Мюнхене), создана трансляционная линия, соединяющая обсерваторию с радиопередатчиком, и с апреля 1928 года началась передача сигналов точного времени, используемых при астрономо-геодезических, гравиметрических, сейсмометрических и других работах. Помимо этого, лаборатория с начала своей работы совместно с другими лабораториями мира обеспечивала значение принятой в естествознании основной единицы измерения времени — средней солнечной секунды.

## Разное
Зять ботаника А. Г. Генкеля (был женат на его дочери Ольге). По отзыву современников являлся «хорошим, порядочным человеком».

## Избранные труды

### по вычислению географических координат
«Методы определения географических координат на побережье Ледовитого океана. (Радиотелеграф в астрономии)» (конспект доклада);
«Определение долгот при помощи сигналов времени (астрономические работы в Обской губе)»;

### по радиосигналам времени
- «О наблюдении радиосигналов времени по способу экранирования»;
- «К вопросу о радиотелеграфной службе времени и о применении ее в астрономических работах»;
- «Обработка наблюдений автоматической записи сравнений хронометров»;
- «Схема установки аппаратуры при опытах, произведенных в декабре 1922 г. в астрономическом кабинете Убекосибири»;
- «О механической записи радиосигналов» (тезисы доклада);
- «Астрономические работы в Обской губе в 1920-1923 гг. (Сигналы времени и их применение к определению долгот)»;

### по геофизике
- «Магнитные наблюдения по Иртышу, Оби, Обской губе и Карскому морю в 1923 г.»

См. также: